# Karin Olsson (journalist)
Ingrid Karin Olsson, född 23 april 1979 i Hörby, Skåne, är en svensk journalist, biträdande chefredaktör för Expressen. Mellan 2010 och 2022 var hon tidningens kulturchef.
Karin Olsson var mellan 2003 och 2005 chefredaktör för studenttidningen Lundagård. Hon har också varit nyhetsreporter på bland annat Resumé. Sedan 2004 arbetar Olsson på Expressen. Hon har bland annat varit nyhetschef på Expressen.se och politisk krönikör. 2008 blev hon redaktionssekreterare för ledare och debatt. Våren 2010 efterträdde hon Björn Wiman som kulturchef på tidningen och 2014 blev hon även ställföreträdande ansvarig utgivare.
Som kulturchef utsågs Karin Olsson av tidningen Fokus till årets kultursvensk år 2020 med motiveringen: ”I en tid när rädslan är starkare än nyfikenheten letar hon efter de viktiga frågorna och vågar lyssna på svaren.”

## Kontroverser vid namnpubliceringar
I januari 2017 namngav Olsson tre Aftonbladet Kultur-medarbetare som pekats ut som ”Kreml-vänliga” i en forskarrapport och riktade hård kritik mot deras agerande. Aftonbladets Åsa Linderborg kontrade med att "Olsson är direkt fientlig mot fri journalistik".
I april 2019 fick Karin Olsson kritik i samband med en namnpublicering efter ett inlägg som journalisten Lawen Mohtadi gjort över ett samarbete med en känd författare och filmare. Hon försvarade sig med att det inte är olagligt och därmed "ganska okontroversiellt".

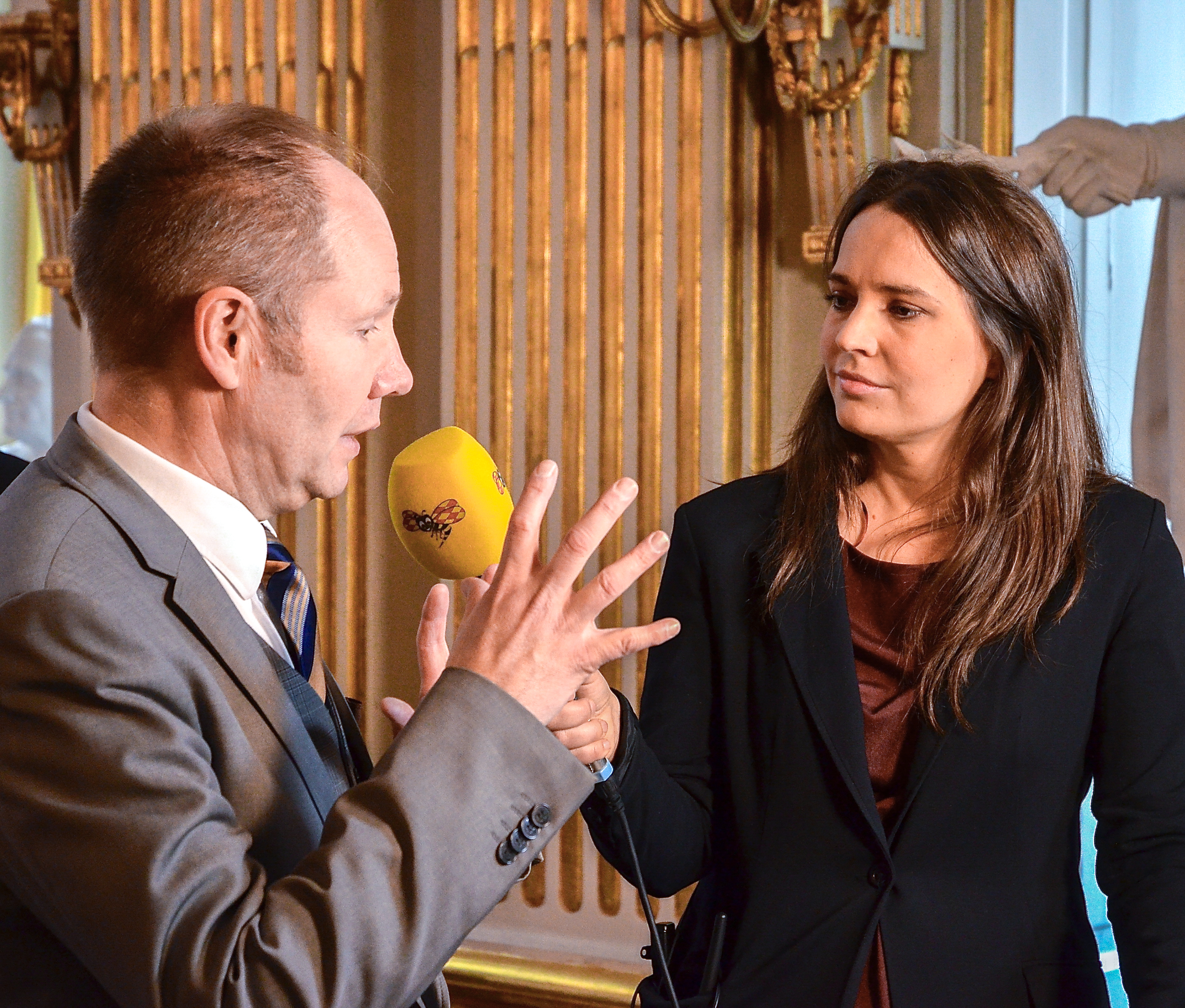
Svenska akademiens ständige sekreterare Peter Englund intervjuas av Expressens kulturchef Karin Olsson om nobelpristagaren Mo Yan 2012.